# Cao Wenxuan
Cao Wenxuan (in cinese: 曹文軒T, 曹文轩S, Cáo WénxuānP; Yancheng, 9 gennaio 1954) è uno scrittore cinese specializzato in letteratura per ragazzi.

## Biografia
Nato nel 1954 a Yancheng, nella provincia dello Jiangsu, insegna letteratura cinese all’Università di Pechino.
Considerato come uno degli autori più popolari nel campo della narrativa per ragazzi, protagonisti dei suoi romanzi e racconti sono spesso bambini e animali nella Cina degli anni '50 e '60.
Nel 2016 gli è stato conferito il prestigioso Hans Christian Andersen Award, da molti considerato il Nobel della letteratura per l’infanzia.

## Opere tradotte in italiano

### Romanzi
- Girasole (青铜葵花, 2005), Firenze - Milano, Giunti, 2015 traduzione di Paolo Magagnin ISBN 978-88-09-79333-0.
- La scuola dal tetto di paglia (草房子, 1997), Firenze - Milano, Giunti, 2018 traduzione di Paolo Magagnin ISBN 978-88-09-84369-1.